# مقاطعة وارين (آيوا)
مقاطعة وارين (بالإنجليزية: Warren County)‏ هي إحدى مقاطعات ولاية آيوا في الولايات المتحدة الأمريكية.